# どチンピラ
『どチンピラ』は、原作：原麻紀夫・作画：土光てつみによる日本の漫画作品。また、これを原作としたOVA作品、オリジナルビデオ作品、映画作品。漫画は『コミックジャックポット』→『コミックマイティ』→『コミックD』（全てリイド社より発行）に連載された。全21巻。

## ストーリー
昔気質のコマシ屋である海藤仁（通称、コマシ屋の仁）は、弱きを助ける熱血漢であるが、年齢不問で女好き。困っている女性を助けるため街の悪党どもを退治する。

## 登場人物
海藤 仁
職業、コマシ屋。通称、コマシ屋の仁。どこの組にも属さず一匹狼である彼は弱きを助ける熱血漢であるも、年齢不問の女性好き。
「どチンピラ」呼ばわりされると烈火の如く怒り狂う。

## オリジナルビデオ版
1993年から1997年、1998年、2001年と、別々の製作会社でオリジナルビデオ化された。いずれも、セクシー系女優のヌードやベッドシーンが売り物だった。

### 第1弾「どチンピラ」
西守正樹主演・村田忍監督で20作作られた。低予算でベッドシーン中心の作品であることから「1回の撮影で2本撮り」という手法がとられた。
第1作（1992年）出演：西守正樹、羽賀研二、我王銀次、浦西真理子、矢野和美
第2作（1993年）出演：西守正樹、浅野愛子、小沢和義、沢井小次郎、山本ゆか里
第3作（1993年）出演：西守正樹、浅野愛子、朝岡実嶺、武野功雄、遠藤憲一、サード長嶋
第4作（1993年）出演：西守正樹、浦西真理子、北原佐和子、賀川黒之助、新藤栄作
第5作（1993年）出演：西守正樹、浦西真理子、進藤七枝、草川祐馬、大村波彦
第6作（1993年）出演：西守正樹、浦西真理子、安原麗子、長岡尚彦、高橋真由美
第7作（1994年）出演：西守正樹、浦西真理子、新藤有望、小沢仁志、藤木悠
第8作（1994年）出演：西守正樹、美里真理、長岡尚彦、市川翔子、岸加奈子、鈴木隆二郎
第9作（1994年）出演：西守正樹、平沙織、和田圭市、桜樹ルイ、神威杏次
第10作（1994年）出演：西守正樹、鎗田直美、桜樹ルイ、神威杏次、草野よし美、高木延秀
第11作（1994年）出演：西守正樹、咲田めぐみ、西尾悦子、中村繁之、高原あきら
第12作（1995年）出演：西守正樹、小松みゆき、田山真美子、段田有造、龍賢治、武田有造、清水ひとみ
第13作（1995年）出演：西守正樹、網浜直子、桜金造、中山正幻、優加しおり
第14作（1996年）出演：西守正樹、江口尚希、松本コンチータ、鼓太郎、石山雄大
第15作（1996年）出演：西守正樹、大竹一重、吉原緑里、浅尾いずみ、柴山リカ
第16作（1996年）出演：西守正樹、中原翔子、久保田篤、福田健二、安藤晃子、山本陽一
第17作（1996年）出演：西守正樹、原千晶、新田恵利、宮田恭男、遠山俊也
第18作（1996年）出演：西守正樹、三原じゅん子、橘薫、野仲功、葉月螢
第19作（1997年）出演：西守正樹、中嶋ミチヨ、いくたさなえ、山口剛、軌保博光
第20作（1997年）出演：西守正樹、中嶋ミチヨ、新田純一、八木小織、山口剛、野村あゆみ

### 第2弾「新・どチンピラ」
川本淳一主演・村田忍監督で2作作られた。

### 第3弾「どチンピラ コマシの仁」
ロゥ・クォン主演・金澤克次監督で1作目は2001年8月24日、2作目は2001年10月26日に発売された。『どチンピラ　コマシの仁2』の本編終わりに「どチンピラ コマシの仁3へつづく」とテロップ表示されるが、3は発売されていない。

#### 出演
- ロゥ・クォン：海藤仁
- 号突組組長：中原和宏
- 号突組組長の娘 マキ：遠野小春
- 号突組若頭 箕面：遠藤憲一
- 号突組組員 加藤：町田政則
- 号突組組員：佐々木庸二
- 沖本興業会長：飯島大介
- サエコ（沖本興業会長の娘）/チュンリー：時任歩

#### スタッフ
- 監督：金澤克次
- 製作：今泉武久
- 企画：西畑賢一
- 原作：原麻紀夫・土光てつみ「どチンピラ コマシの仁」PLAY COMIC SERIES（秋田書店 刊）
- プロデューサー：稲葉博
- 脚本：依田升汰・金澤克次
- 撮影：小川洋一・谷崎仁
- 照明：椎原教貴・津田道典
- 録音：金子義男・小出正一
- ビデオエンジニア：川路護
- 美術：坂本朗
- 衣裳：木村富貴子・頭師昌代
- ヘア・メイク：森香織・鎌田真弓
- ガンエフェクト：浅生正博
- 音効：國井聖爾
- 助監督：本間和彦・塚田俊也・坂間健司
- 制作主任：高橋輝光
- 制作進行　尹成国
- スクリプター：豊田賀世
- 編集：西島博・横堀裕江
- 音楽：shunya
- カースタント：田口豊
- ナレーション：波咲まこ
- EED：東京現像所
- MA：株式会社春日野（1）、テクノマックス（2）
- 車輌：宮崎一成・中正二
- 制作デスク：落合美樹

## 映画版
どチンピラ 劇場版
ストーリー
「たったの5万円で、貴女を天国へエスコートします」を謳い文句に女たちをコマしている仁は、ある日、不良グループに追われていた女・由奈を助けた。しかし、仁は年に似合わず大金を所持していた由奈に、危険な匂いを感じる。とりあえず彼女のリクエストに応えてオルガズムを与えてはやるが、彼女の底無しの性欲には勝てず逃げ出した...
キャスト
- 海藤仁：西守正樹
- 弥生：原久美子
- 大杉：長谷川初範
- かつき由奈：角松かのり
- 中田：豊嶋稔
- 鈴子：高原あきら

スタッフ
- 監督：村田忍
- プロデューサー：伊藤靖浩・斉藤謙司・本島章雄
- 企画：ヒーロー/シネウェーブ
- 原作：原麻紀夫・土光てつみ（リイド社刊）
- 脚本：前川洋一
- 撮影：天羽純二
- 照明：山田和夫
- 製作：Softgarage

## OVA版
1993年8月27日にVHS発売された。性表現が含まれているものの、アダルトアニメ扱いではない。
キャスト
- 海藤仁：山寺宏一
- 蘭子：松井菜桜子
- 水島藍：勝生真沙子
- 鈴旗：堀内賢雄

スタッフ
- 原作 - 原麻紀夫/土光てつみ（リイド社刊）
- 脚本 - 天野亘
- 絵コンテ・監督 - 太田博光
- キャラクターデザイン - 斉藤浩信
- 作画監督 - 清山滋崇
- 美術監督 - 中山益男
- 音響監督 - 松岡裕紀
- 撮影監督 - 川崎健二
- 発売 - セイヨー
- 販売 - 日本ソフトシステム